# Barbara Honigmann
Barbara Honigmann (Berlín Este, 12 de febrero de 1949) es una pintora y escritora alemana.
Es hija de emigrantes judíos alemanes que retornaron a Berlín Oriental en 1947 tras un periodo de exilio en Gran Bretaña. Su madre, Litzi Friedman, fue la primera esposa de Kim Philby y su padre, Georg Honigmann, era editor jefe del Berliner Zeitung. De 1967 a 1972, estudió arte dramático en Universidad Humboldt de Berlín.
Los siguientes años trabajó como dramaturga y directora en Brandenburgo y Berlín y ha trabajado como escritora autónoma desde 1975. En 1984, abandonó la RDA y vive actualmente con su familia Estrasburgo.

## Premios
- 1986, Premio Aspekte
- 1992, Premio Stefan Andres
- 1994, Premio Nicolas Born
- 1996, Ehrengabe der Deutschen Schillerstiftung
- 2000, Premio Kleist
- 2001, Premio Jeanette Schocken
- 2004, Premio Solothurner.

## Obras
- Das singende, springende Löweneckerchen, Berlín 1979
- Der Schneider von Ulm, Berlín 1981
- Don Juan, Berlín 1981
- Roman von einem Kinde, Darmstadt [u.a.] 1986 ISBN 3-423-12893-3
- Eine Liebe aus nichts, Reinbek: Rowohlt 1991 ISBN 3-499-13245-1
- Soharas Reise, Berlín 1996 ISBN 3-499-22495-X
- Am Sonntag spielt der Rabbi Fußball, Heidelberg: Wunderhorn 1998 ISBN 3-88423-134-0
- Damals, dann und danach, Múnich: Hanser 1999  ISBN 3-446-19668-4
- Alles, alles Liebe!, Múnich: dtv 2000 ISBN 3-423-13135-7
- Ein Kapitel aus meinem Leben, Múnich: Hanser 2004 ISBN 3-446-20531-4. Trad. Un capítulo de mi vida, Errata naturae, Madrid, 2019
- Das Gesicht wiederfinden. Über Schreiben, Schriftsteller und Judentum, Múnich: Hanser 2006 ISBN 3-446-20681-7 & ISBN 978-3-446-20681-6
- Blick übers Tal. Zu Fotos von Arnold Zwahlen Basel/Weil am Rhein: Engeler 2007, ISBN 978-3-938767-38-2
- Das überirdische Licht: Rückkehr nach New York, Múnich: Hanser 2008 ISBN 3446230858  & ISBN 978-3446230859